# North Perry, Ohio
North Perry là một làng thuộc quận Lake, tiểu bang Ohio, Hoa Kỳ. Năm 2010, dân số của làng này là 893 người.

## Dân số
- Dân số năm 2000: 838 người.
- Dân số năm 2010: 893 người.